# Osek (district de Písek)
Pour les articles homonymes, voir Osek.
Osek (jusqu'en 1924 : Vosek ; en allemand : Wosek) est une commune du district de Písek, dans la région de Bohême-du-Sud, en République tchèque. Sa population s'élevait à 138 habitants en 2020.

## Géographie
Osek se trouve à 19 km au nord-est de Písek, à 54 km au nord-nord-ouest de České Budějovice et à 72 km au sud de Prague.

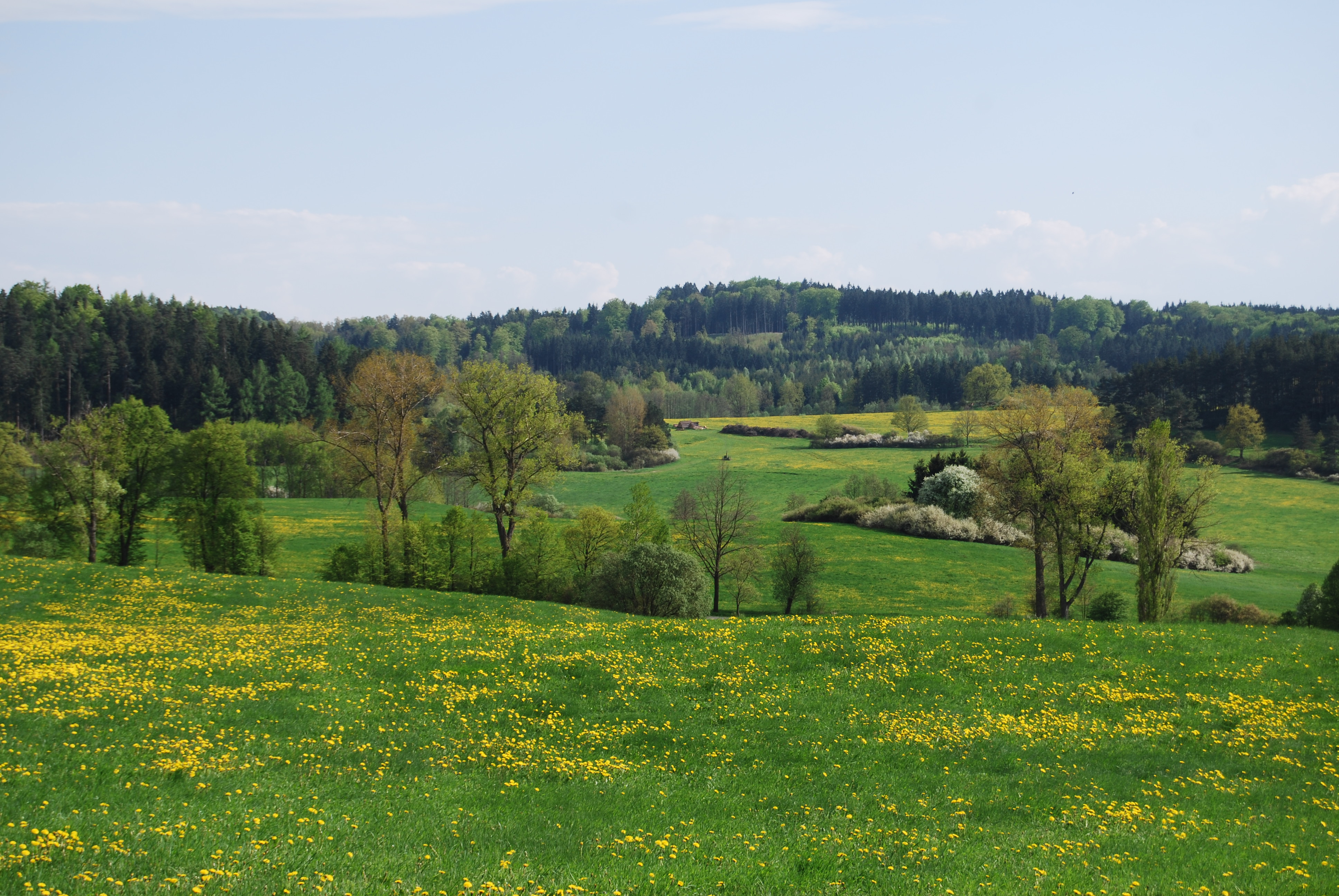
Osek : paysage rural.
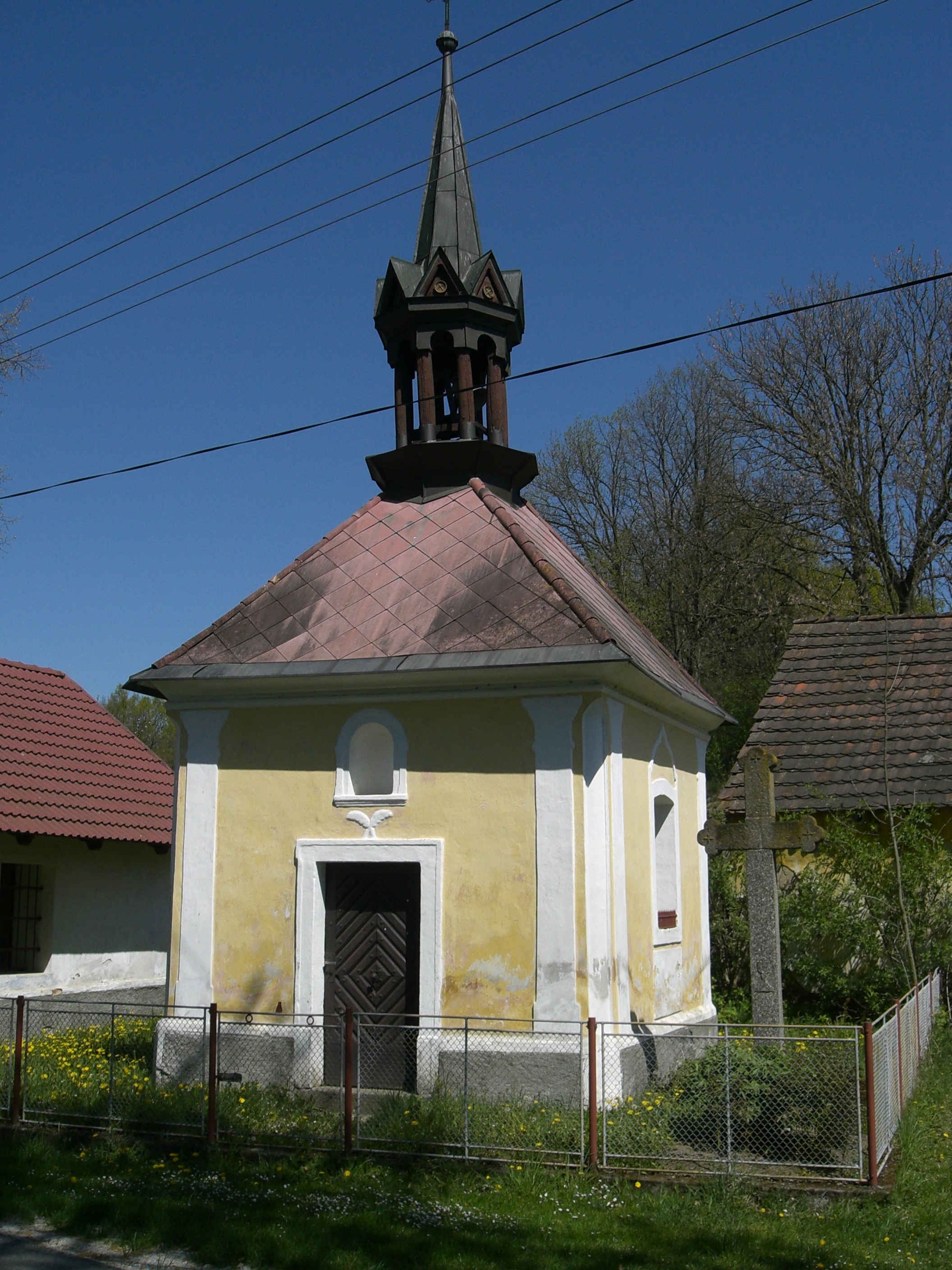
Chapelle.

La commune est limitée par Milevsko au nord-ouest, par Zbelítov au nord-est, par Milevsko au sud-est, et par Květov au sud-ouest. Elle est traversée par un ruisseau, le Hrejkovický potok.

## Histoire
La première mention écrite du village date de 1469.

## Transports
Par la route, Osek se trouve à 4,5 km de Milevsko, à 26 km de Písek, à 66 km de České Budějovice et à 101 km de Prague.